# 朝川ちあき
朝川 ちあき（あさかわ ちあき、1983年1月12日 - ）は、日本の女性モデル。サトルジャパン所属。福井県出身。本名は朝川 智彰（読みは同じ）。
趣味はピアノ、読書。特技は料理。
大学時代に雑誌『MORE』の専属モデルとしてデビュー。広告やビューティーモデルとしても活躍している。

## 出演

### WEB
- 京セラミタ OLサチコの受難な日々（2007年）掛川京子 役

### CM
- 美的（2006年）
- マクドナルド（2008年）
- 東京建物 「東京建物 洗練篇」（2008年）
- JR東海 「EX-ICスタート篇」（2008年）
- 小林製薬 「アットノン 証言(やけどのあと)篇」（2016年）

### 広告
- 岡山一番街
- カネボウ SALA
- DELL
- An Era
- ジョンソン&ジョンソン
- 丸井 ゼロファースト
- 横浜ポルタ
- ニッセン

### 雑誌
- MORE（専属）
- Luci
- STYLE
- 美人百花
- bea's Up
- ゼクシィ
- Wedding Book
- ディズニーファン
- Gainer

### ラジオ
- Fascino Time